# Judendorf-Strassengel
Judendorf-Strassengel är en tidigare kommun  i Österrike. Den utgör numera en del av kommunen Gratwein-Straßengel i förbundslandet Steiermark, 140 km sydväst om huvudstaden Wien.
Kommunen bestod av fem orter (Ortschaften) (inom parentes invånarantal 1 januari 2024):
- Hundsdorf (515)
- Judendorf (1 656)
- Kugelberg (311)
- Rötz (748)
- Straßengel (2 807)